# Canton de Barre-des-Cévennes
Le canton de Barre-des-Cévennes était une division administrative française, située dans le département de la Lozère et la région Languedoc-Roussillon.

## Composition
| Nom                            | Code Insee | Intercommunalité               | Superficie (km2) | Population (dernière pop. légale) | Densité (hab./km2) |
| ------------------------------ | ---------- | ------------------------------ | ---------------- | --------------------------------- | ------------------ |
| Barre-des-Cévennes (chef-lieu) | 48019      | CC Gorges Causses Cévennes     | 34,29            | 201 (2014)                        | 5,9                |
| Bassurels                      | 48020      | CC Des Cévennes au Mont Lozère | 46,34            | 55 (2014)                         | 1,2                |
| Cassagnas                      | 48036      | CC Gorges Causses Cévennes     | 35,19            | 115 (2014)                        | 3,3                |
| Gabriac                        | 48067      | CC Des Cévennes au Mont Lozère | 8,44             | 102 (2014)                        | 12                 |
| Molezon                        | 48098      | CC Des Cévennes au Mont Lozère | 14,76            | 91 (2014)                         | 6,2                |
| Le Pompidou                    | 48115      | CC Des Cévennes au Mont Lozère | 22,80            | 170 (2014)                        | 7,5                |
| Sainte-Croix-Vallée-Française  | 48144      | CC Des Cévennes au Mont Lozère | 18,57            | 313 (2014)                        | 17                 |
| Saint-Julien-d'Arpaon          | 48162      | CC Florac - Sud Lozère         | 20,72            | 105 (2013)                        | 5,1                |

## Démographie
| 1962  | 1968  | 1975  | 1982  | 1990  | 1999  | 2006  | 2011  | 2012  |
| ----- | ----- | ----- | ----- | ----- | ----- | ----- | ----- | ----- |
| 1 297 | 1 216 | 1 114 | 1 094 | 1 071 | 1 110 | 1 250 | 1 179 | 1 164 |

## Représentation
Sources : Annuaires du département de la Lozère. https://gallica.bnf.fr/ark:/12148/cb326955871/date

### Conseillers généraux de 1833 à 2015
| Période | Période          | Identité                  | Étiquette        | Qualité                                                                                          |
| ------- | ---------------- | ------------------------- | ---------------- | ------------------------------------------------------------------------------------------------ |
| 1833    | 1848             | Joseph de Campredon       |                  | Juge de paix à Barre-des-Cévennes                                                                |
| 1848    | 1852             | Antoine Sablet            |                  | Propriétaire, maire du Pompidou                                                                  |
| 1852    | 1864             | Célestin Delapierre       |                  | Notaire, maire de Saint-Julien-d'Arpaon                                                          |
| 1864    | 1877             | Baron Albert de Campredon | Droite           | Juge au Tribunal civil de Nîmes puis d'Alais puis Conseiller à la Cour d'appel de Montpellier    |
| 1877    | 1888 (démission) | Emile Teissier            | Républicain      | Licencié en droit - Maire de Molezon                                                             |
| 1888    | 1889             | Albert Bruc               |                  | Notaire à Barre-des-Cévennes                                                                     |
| 1889    | 1890 (décès)     | Hippolyte Lamarche        |                  | Rentier, maire de Barre-des-Cévennes (1883-1890)                                                 |
| 1890    | 1895             | Albert Bruc               |                  | Notaire à Barre-des-Cévennes, conseiller d'arrondissement                                        |
| 1895    | 1901             | Fernand Roux              | Républicain      | Procureur de la République à Thiers (Puy-de-Dôme)                                                |
| 1901    | 1925             | Louis Numa Lamarche       | Rad.             | Docteur-médecin à Florac Maire de Barre-des-Cévennes (1913-1919)                                 |
| 1925    | 1940             | Fernand Treilles          | Rad.             | Procureur de la République à Alès, conseiller municipal de Sainte-Croix-Vallée-Française         |
|         |                  |                           |                  |                                                                                                  |
| 1945    | 1951 (décès)     | Raymond Meynadier         | SFIO soutien PCF | Instituteur à Salinelles (Gard) Propriétaire à Sainte-Croix-Vallée-Française                     |
| 1951    | 1964             | Henri Dolladille          | SFIO             | Maire de Cassagnas                                                                               |
| 1964    | 1968 (démission) | François Bourrely         | DVG              | Maire de Barre-des-Cévennes (1966-1968)                                                          |
| 1968    | 1992 (décès)     | Michel Monod              | app. PSU puis PS | Médecin, maire de Sainte-Croix-Vallée-Française                                                  |
| 1992    | 2008             | Claude Faïsse             | PS               | Cultivateur Maire du Pompidou (1989-2001)                                                        |
| 2008    | 2015             | Michèle Manoa             | DVG puis EÉLV    | Maire de Sainte-Croix-Vallée-Française (2003-2014) Elue en 2015 dans le Canton du Collet-de-Dèze |

### Conseillers d'arrondissement (de 1833 à 1940)
| Période                                  | Période          | Identité                            | Étiquette | Qualité |
| ---------------------------------------- | ---------------- | ----------------------------------- | --------- | --- |
| 1833                                     | 1845             | Henri Gaillard                      |           | Notaire, maire de Gabriac                                                                                   |
| 1845                                     | 1855             | Pierre-André Treilles (v.1808-1879) |           | Notaire à Gabriac, propriétaire à Sainte-Croix-Vallée-Française                                             |
| 1855                                     | 1867             | M. Pradel                           |           | Propriétaire                                                                                                |
| 1867                                     | 1880             | Auguste Jules Lamarche (1811-1888)  |           | Greffier de la justice de paix à Saint-Germain-de-Calberte, propriétaire à Barre-des-Cévennes               |
| 1880                                     | 1886             | P. Lamarche                         |           | Médecin à Barre-des-Cévennes                                                                                |
| 1886                                     | 1888 (démission) | Albert Bruc (1856-1930)             |           | Notaire à Barre-des-Cévennes                                                                                |
| 1889                                     | 1901             | M. Parlier                          |           | Propriétaire à Barre-des-Cévennes                                                                           |
| 1901                                     | 1927 (décès)     | Émile-Charles Rouvière (1852-1927)  |           | Propriétaire, maire de Sainte-Croix-Vallée-Française                                                        |
| 1927                                     | 1928             | Paul Bernard                        |           | Retraité, Cassagnas                                                                                         |
| 1928                                     | 1940             | Numa Chabrol (1871-1961)            |           | Propriétaire à Saint-Julien-d'Arpaon, Président du Conseil d'arrondissement (1937-1940)                     |
| 1940                                     |                  |                                     |           | Les conseils d'arrondissement ont été suspendus par la loi du 12 octobre 1940 et n'ont jamais été réactivés |
| Les données manquantes sont à compléter. |                  |                                     |           | |